# Roberto Tricella
Roberto Tricella (18. březen 1959, Cernusco sul Naviglio, Itálie) je bývalý italský fotbalový obránce.
I když vyrůstal v Interu, za tento klub odehrál jen celkem devět utkání za tři sezony. Získal s nimi italský pohár (1977/78). V roce 1979 přišel osudový přestup tehdy do druholigové Verony, ve které strávil osm let. Nejprve slavil vítězství a postup z druhé ligy do nejvyšší ligy v sezoně 1981/82 a za tři roky, již jako kapitán mužstva slavil překvapující titul v sezoně 1984/85.
V roce 1987 přestoupil do Juventusu za 4,5 miliard lir, aby nahradil odcházejícího Scireu. Jenže u Bianconeri se jemu i celému klubu nevedlo. V lize končil pod stupních vítězů a v evropských pohárech se také nevedlo. Až v sezoně 1989/90 získal s klubem italský pohár a pohár UEFA. Po třech letech se rozhodl odejít a stal se novým hráčem Boloně. V poháru UEFA pomohl klubu do čtvrtfinále, ale v lize obsadili poslední místo a sestoupili o ligu níže. Po sezoně se rozhodl ukončit ve 33 letech kariéru, kvůli svalovému zranění.
Za reprezentaci odehrál 11 utkání. První zápas odehrál 8. prosince 1984 proti Polsku (2:0). Na OH 1984 odehrál všechna šest utkání, ale domů odjel bez medaile. Byl v nominaci na MS 1986, ale neodehrál žádné utkání.

## Hráčská statistika
| Sezóna  | Klub     | Liga    | Liga   | Liga | Ligové poháry | Ligové poháry | Ligové poháry | Kontinentální poháry | Kontinentální poháry | Kontinentální poháry | Celkem | Celkem |
| Sezóna  | Klub     | Soutěž  | Zápasy | Góly | Soutěž        | Zápasy        | Góly          | Soutěž               | Zápasy               | Góly                 | Zápasy | Góly   |
| ------- | -------- | ------- | ------ | ---- | ------------- | ------------- | ------------- | -------------------- | -------------------- | -------------------- | ------ | ------ |
| 1976/77 | Inter    | Serie A | 0      | 0    | IP            | 1             | 0             | -                    | 0                    | 0                    | 1      | 0      |
| 1977/78 | Inter    | Serie A | 1      | 0    | IP            | 0             | 0             | -                    | 0                    | 0                    | 1      | 0      |
| 1978/79 | Inter    | Serie A | 4      | 0    | IP            | 0             | 0             | PVP                  | 3                    | 0                    | 7      | 0      |
| 1979/80 | Verona   | Serie B | 34     | 0    | IP            | 4             | 0             | -                    | 0                    | 0                    | 38     | 0      |
| 1980/81 | Verona   | Serie B | 37     | 2    | IP            | 4             | 0             | -                    | 0                    | 0                    | 41     | 2      |
| 1981/82 | Verona   | Serie B | 36     | 0    | IP            | 4             | 0             | -                    | 0                    | 0                    | 40     | 0      |
| 1982/83 | Verona   | Serie A | 30     | 1    | IP            | 12            | 1             | Stř.P                | 5                    | 0                    | 47     | 2      |
| 1983/84 | Verona   | Serie A | 30     | 0    | IP            | 12            | 0             | UEFA                 | 4                    | 0                    | 46     | 0      |
| 1984/85 | Verona   | Serie A | 30     | 0    | IP            | 7             | 1             | -                    | 0                    | 0                    | 37     | 1      |
| 1985/86 | Verona   | Serie A | 30     | 0    | IP            | 6             | 0             | PMEZ                 | 4                    | 0                    | 40     | 0      |
| 1986/87 | Verona   | Serie A | 28     | 0    | IP            | 7             | 0             | -                    | 0                    | 0                    | 35     | 0      |
| 1987/88 | Juventus | Serie A | 29     | 2    | IP            | 11            | 0             | UEFA                 | 3                    | 0                    | 43     | 2      |
| 1988/89 | Juventus | Serie A | 33     | 0    | IP            | 3             | 0             | UEFA                 | 7                    | 0                    | 43     | 0      |
| 1989/90 | Juventus | Serie A | 19     | 0    | IP            | 7             | 0             | UEFA                 | 2                    | 0                    | 28     | 0      |
| 1990/91 | Bologna  | Serie A | 23     | 0    | IP            | 5             | 1             | UEFA                 | 7                    | 0                    | 35     | 1      |
| Celkem  | Celkem   | Celkem  | 363    | 5    | -             | 83            | 3             | -                    | 35                   | 0                    | 482    | 8      |

## Hráčské úspěchy

### Klubové
- 1× vítěz 1. italské ligy (1984/85)
- 1× vítěz 2. italské ligy (1981/82)
- 2× vítěz italského poháru (1977/78, 1989/90)
- 1× vítěz poháru UEFA (1989/90)

### Reprezentační
- 1× na MS (1986)
- 1× na OH (1984)